# Archosaurer
Archosaurer (Archosauria) er en gruppe af diapside amnioter, der har slægtninge frem til vor tid blandt fugle og krokodiller.
Allerede i kultiden (350-290 mio. år siden) var de amniote landhvirveldyr delt i tre grupper, anapsider, synapsider og diapsider. 
Archosaurerne indeholder de fælles forfædre til alle nulevende fugle og krokodiller. Den inkluderer to hovedgrupper: Pseudosuchia, som inkluderer krokodiller og deres uddøde slægtninge, og avemetatarsalia, som inkluderer alle fugle og deres uddøde slægtninge (også de ikke-flyvende dinosaurer og pterosaurer).